# Morón
Morón é uma cidade na Argentina, da província de Buenos Aires, e é a capital do Partido de Morón, localizado na área metropolitana de Gran Buenos Aires. Fica há 17km da cidade de Buenos Aires, acessível por auto-estrada ou por trem de Buenos Aires.

## Características
Morón é um dos 135 municípios da província de Buenos Aires. Localizado no centro da área metropolitana do oeste província da Capital Federal. A comuna é composta por cinco locais, que incluem estradas e acesso ferroviário para a cidade de Buenos Aires e os principais centros urbanos da província. Possui uma ampla rede de centros de saúde, instituições de ensino, espaços culturais e lazer.

## História
Os primeiros habitantes destas terras foram povos nômades Querandis, caçadores e coletores que viviam nos pampas há milhares de anos antes de Cristo. Boa parte da população foi dizimada no século XVIII por epidemias de varíola introduzidas por tropas que chegaram da Espanha com Antonio Mosquera.
A cidade foi fundada nos meados dos anos de 1500 e pelos séculos seguintes fazia carte do caminho real entre Buenos Aires e Córdoba. Tem um enorme número de descendentes Italianos; aliás a Itália mantém um consulado (ou embaixada) na cidade. E tem ainda uma pequena comunidade de Judeus.
Entre as coisas mais notáveis na cidade de Morón está a Catedral de Nuestra Señora del Buen Viaje(Nossa Senhora da Boa Viagem), sede e residencia do Bispo da Igreja Catolica Romana de Morón, a Universidade de Morón, e Club Deportivo Morón (clube argentino de futebol).

## Demografia
A cidade tem uma área de 55,6 km2, dividida em 3.520 blocos, com uma população de 321.109 habitantes e densidade de 5.775 habitantes por quilômetro quadrado.

## Limites
A cidade limita ao norte com a Hurlingham, a noroeste com Ituzaingó, a nordeste com Trés de Febrero, a sudoeste com Merlo e a sudeste com La Matanza.

## Imagens

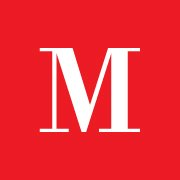
Logotipo do município de Morón
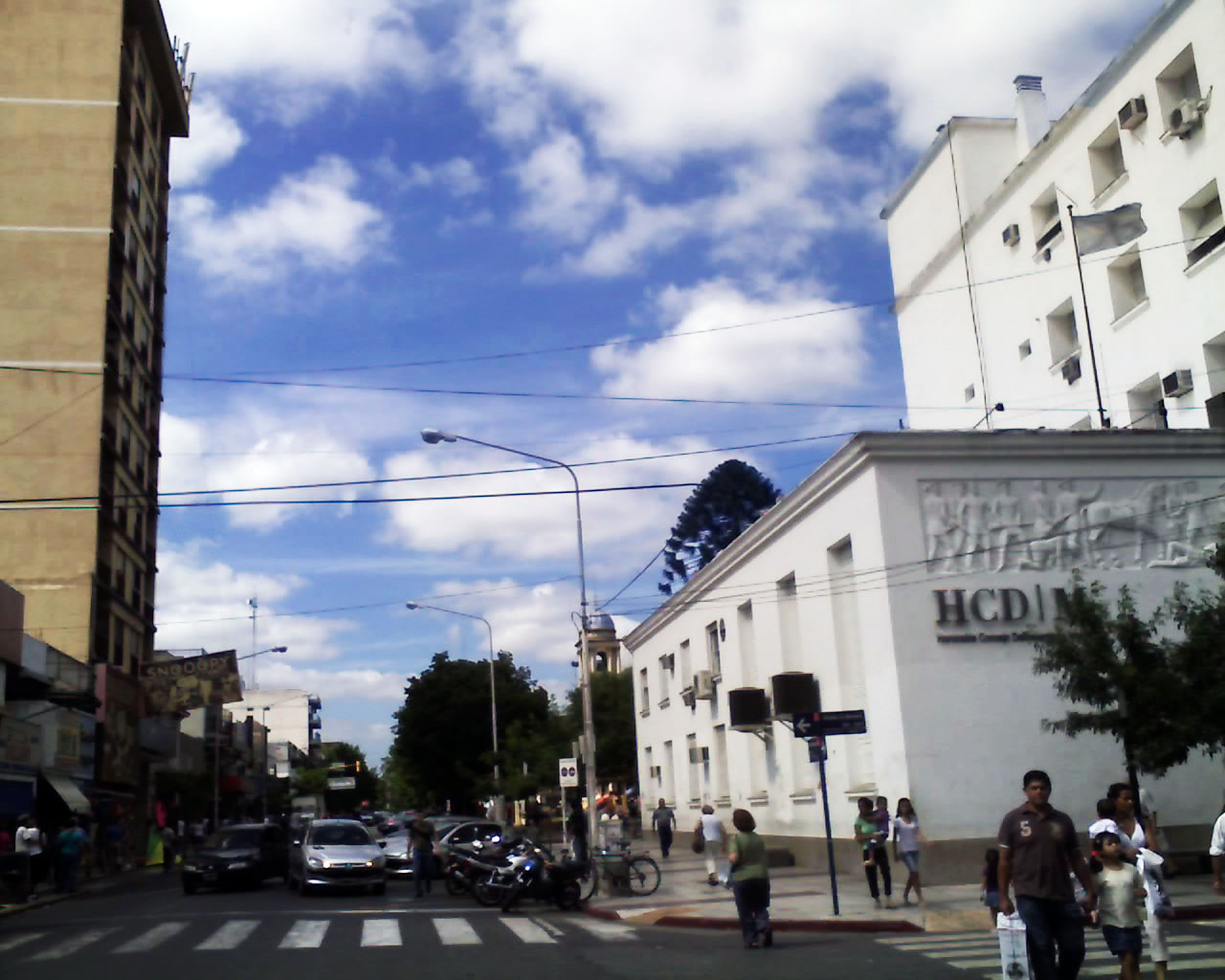
Prefeitura de Morón
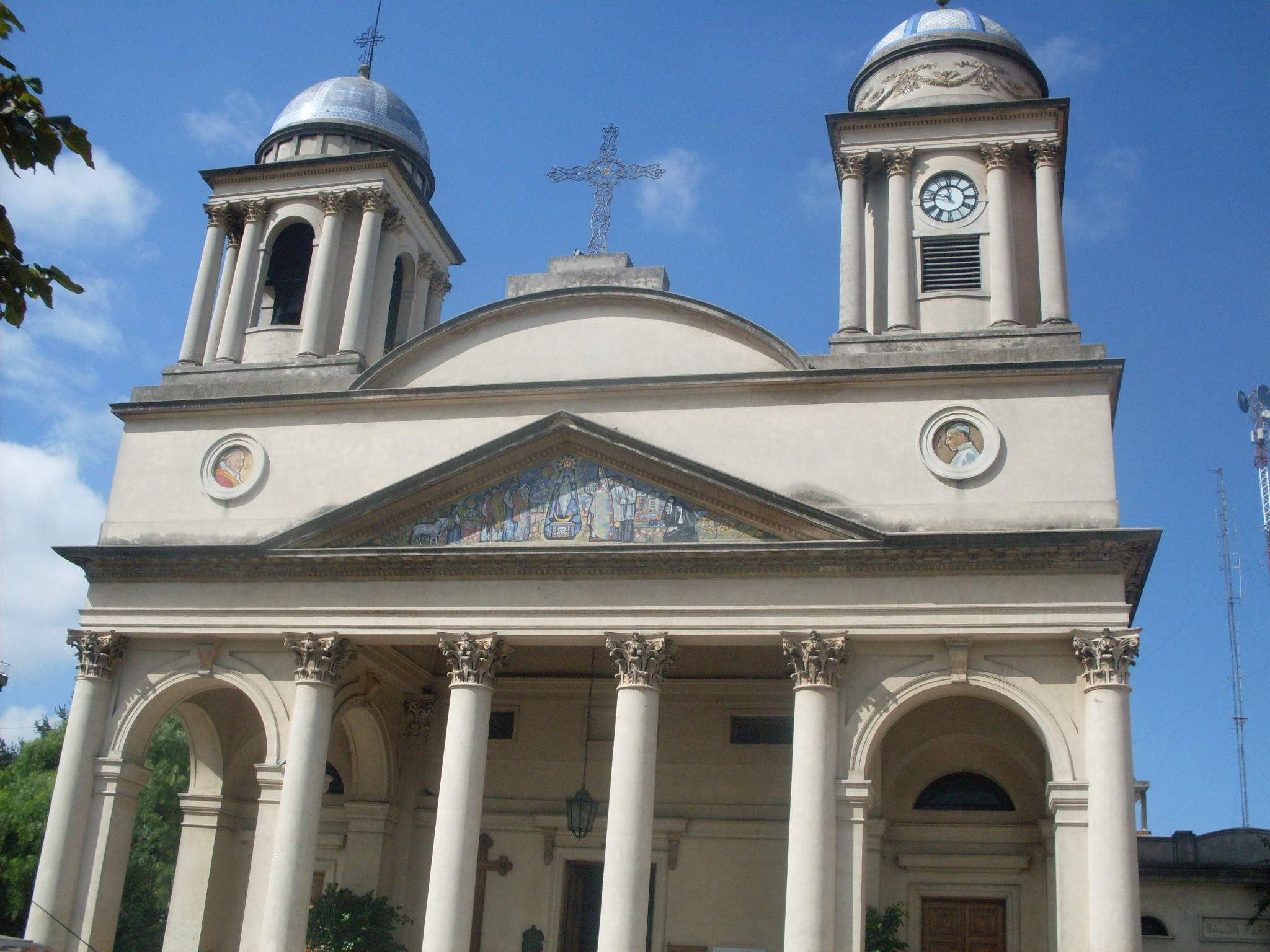
Catedral Basílica Inmaculada Concepción del Buen Viaje
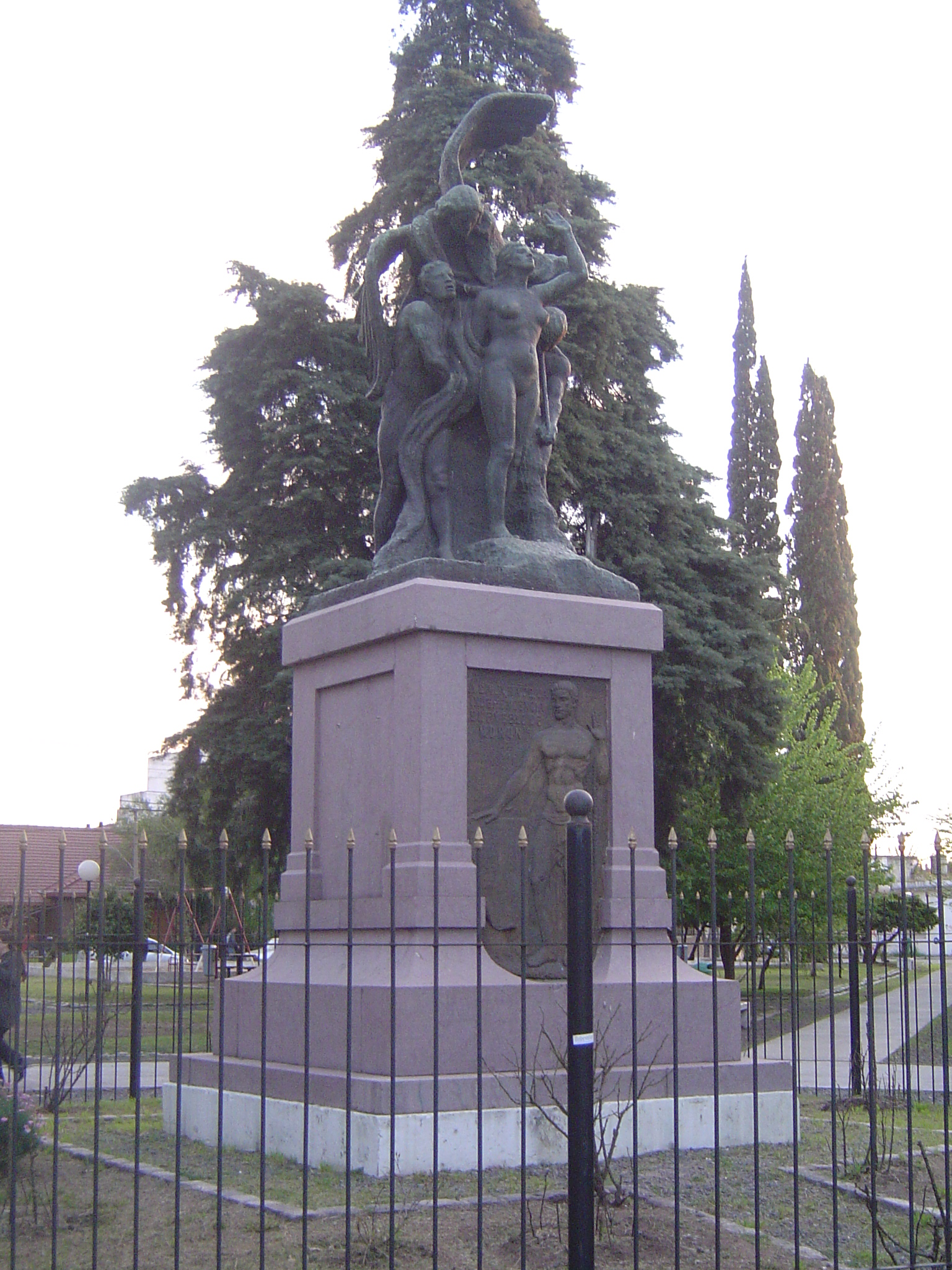
Estátua representando povo do Morón na Plaza Alsina, em Villa Sarmiento
Mapa da Grande Buenos Aires com partido de Morón em verde e centro de Buenos Aires em branco